# 阿蘇惟将
阿蘇 惟将（あそ これまさ）は、戦国時代から安土桃山時代にかけての武将。肥後国の戦国大名。阿蘇氏（阿蘇神社大宮司）。

## 生涯
永正17年（1520年）、阿蘇惟豊の子として誕生。
天文10年（1541年）、阿蘇氏家臣の御船城主・御船房行が薩摩国の島津氏に通じて父・惟豊に反旗を翻した際、父の命を受け惟将は討伐軍の大将として甲斐宗運の補佐もあり、木倉原の戦いで御船方に勝利し益城郡御船城を攻略、房行を自刃に追い込んだ。
永禄2年（1559年）、父・惟豊が死去したために家督を継ぐ。この頃の阿蘇氏は、島津氏や肥前国の龍造寺氏らの圧迫を受けて苦しんでいたが、惟将は甲斐宗運を重用して豊後国の大友氏らと手を結んで、独立の維持を図ったという。その後も他の勢力と巧みに手を結びながら、独立を終生維持した。
天正11年（1583年）、死去。家督は弟・惟種が継いだ。